# San Pedro, Puruándiro
San Pedro är en ort i Mexiko.   Den ligger i kommunen Puruándiro och delstaten Michoacán de Ocampo, i den centrala delen av landet, 260 km väster om huvudstaden Mexico City. San Pedro ligger 1 887 meter över havet och antalet invånare är 503.
Terrängen runt San Pedro är huvudsakligen kuperad, men åt nordost är den platt. Runt San Pedro är det ganska tätbefolkat, med 100 invånare per kvadratkilometer. Närmaste större samhälle är Puruándiro, 4,5 km söder om San Pedro. I omgivningarna runt San Pedro växer huvudsakligen savannskog.